# التعليم الصغير

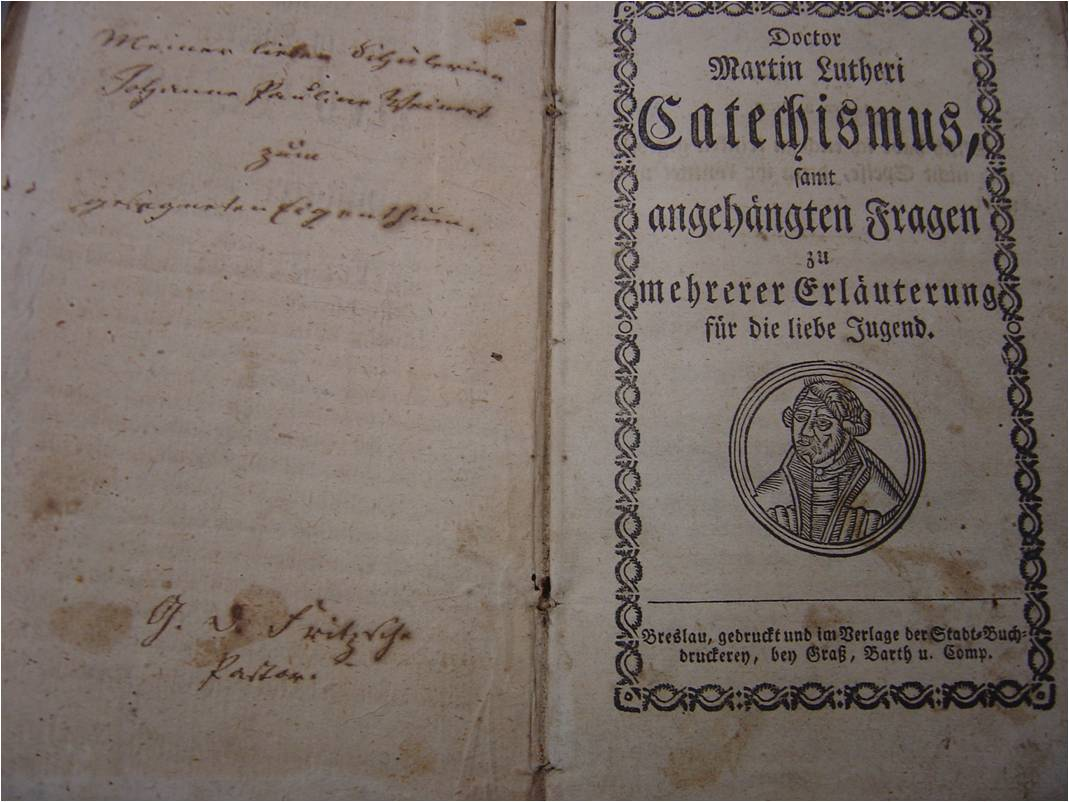
نسخة لكتاب التعليم الصغير.

التعليم الصغير (بالألمانية: Der Kleine Katechismus)‏ كتاب كتبه مارتن لوثر، استكمالاً لما بدأ في كتاب التعليم الكبير، حيث قام لوثر بإستكمال شروحه وتفاسيره للكتاب المقدس. نشر الكتاب في 1529 وتوجه لتدريب الأطفال دينيًا. يستعرض التعليم الصغير الوصايا العشر، زعقيدة الرسل، والصلاة الربانية، وسر المعمودية، سر القربان المقدس. يتم تضمينه في كتاب الوفاق. يتم استخدام التعليم الصغير على نطاق واسع اليوم في الكنائس اللوثرية كجزء من تعليم الشباب.